# Agaricomycetes
Klassen Agaricomycetes innehåller inte bara hattsvamparna (Hymenomycetes), utan även de flesta arterna i de gamla klasserna Gasteromycetes och Homobasidiomycetes.